# Konstancij III.
Flavij Konstancij, zahodnorimski vojskovodja in cesar, * neznano, Niš, današnja Srbija, † 2. september 421, Ravena
Konstancij se je rodil v Nišu. Kot magister militum je v času cesarja Honorija uspešno branil Zahodno rimsko cesarstvo. Posebej je izstopal pri zatrtju upora Konstantina III. Za te zasluge je osvojil naslov patricija in pridobival vedno več vpliva proti Honoriju. Poročil se je s Honorijevo polsestro in postal njegov gospodar – v resnici je vladal celotnemu zahodnemu cesarstvu. 
Z Galo Placidijo je imel dva otroka: bodočega cesarja Valentinijana III. in Justo Grato Honorijo. Bil je član Teodozijske dinastije.